# Andreas Tews

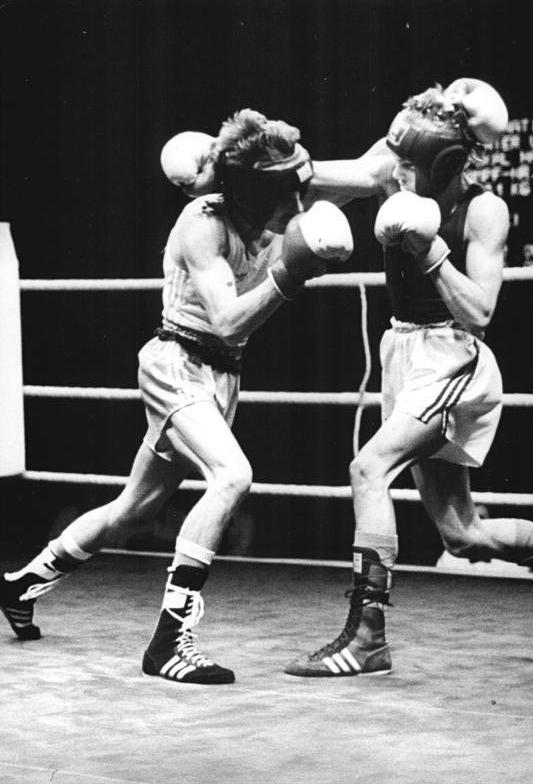

Andreas Tews est un boxeur allemand né le 11 septembre 1968 à Rostock.

## Carrière
Médaillé d'argent aux Jeux de Séoul en 1988 dans la catégorie poids mouches, il devient champion olympique des poids plumes aux Jeux de Barcelone en 1992 après sa victoire en finale contre l'espagnol Faustino Reyes. Tews remporte également au cours de sa carrière la médaille d'or aux championnats d'Europe de Turin en 1987 en poids mouches et la médaille de bronze à Göteborg en 1991 en poids coqs.

## Parcours auxJeux olympiques
Jeux olympiques d'été de 1988 à Séoul (poids mouches) :
- Bat Welping Wang (Chine) aux points 5 à 0
- Bat Janos Varadi (Hongrie) aux points 5 à 0
- Bat Benaissa Abed (Algérie) aux points 5 à 0
- Bat Mario González (Mexique) aux points 5 à 0
- Perd contre Kwang Sun Kim (Corée du Sud) aux points 1 à 4

 Jeux olympiques d'été de 1992 à Barcelone (poids plumes) :
- Bat Kirkor Kirkorov (Bulgarie) aux points 9 à 5
- Bat Djamel Lifa (France) aux points 9 à 4
- Bat Dyuk-Kyu Park (Corée du Sud) aux points 17 à 7
- Bat Hocine Soltani (Algérie) aux points 11 à 1
- Bat Faustino Reyes (Espagne) aux points 16 à 7